# Skjernøy
Skjernøy (également appelé Skjernøya) est une île du comté d'Agder, au sud de la péninsule de Norvège. L'île fait partie la municipalité de Lindesnes.

## Description
L'île de 5,6 km2 kilomètres carrés est l'île habitée la plus méridionale de Norvège. L'île se trouve à environ 5 kilomètres au sud-est de la ville de Mandal, à environ 3 kilomètres à l'ouest de l'île de Skogsøy et à environ 3 kilomètres  au nord de la petite île de Pysen.
L'île de Skjernøy est reliée au continent par le pont de Skjernøysund. L'île compte environ 400 habitants, une école et une chapelle.
Sur l'îlot Låven au sud de Skjernøy, on trouve le phare de Ryvingen

## Galerie

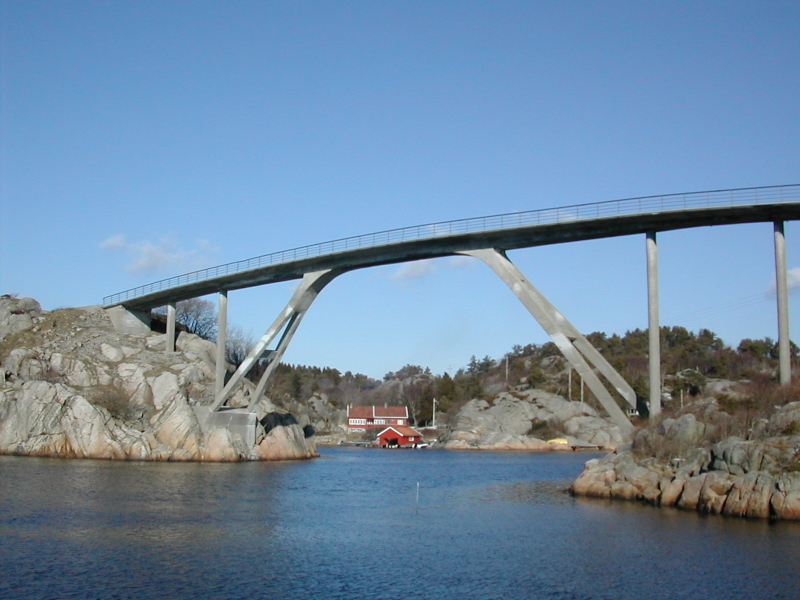
Pont de Skjernøysund
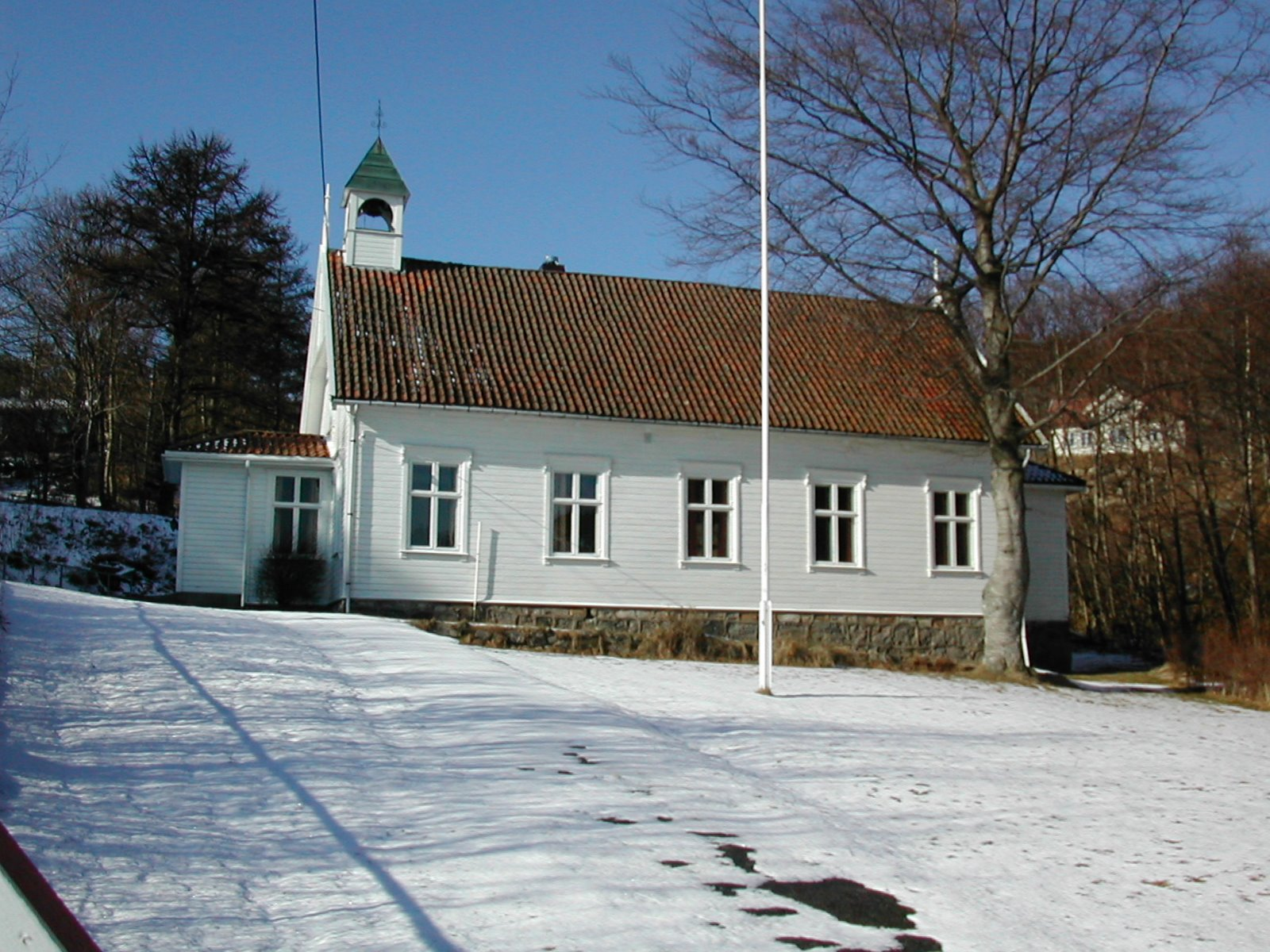
Chapelle
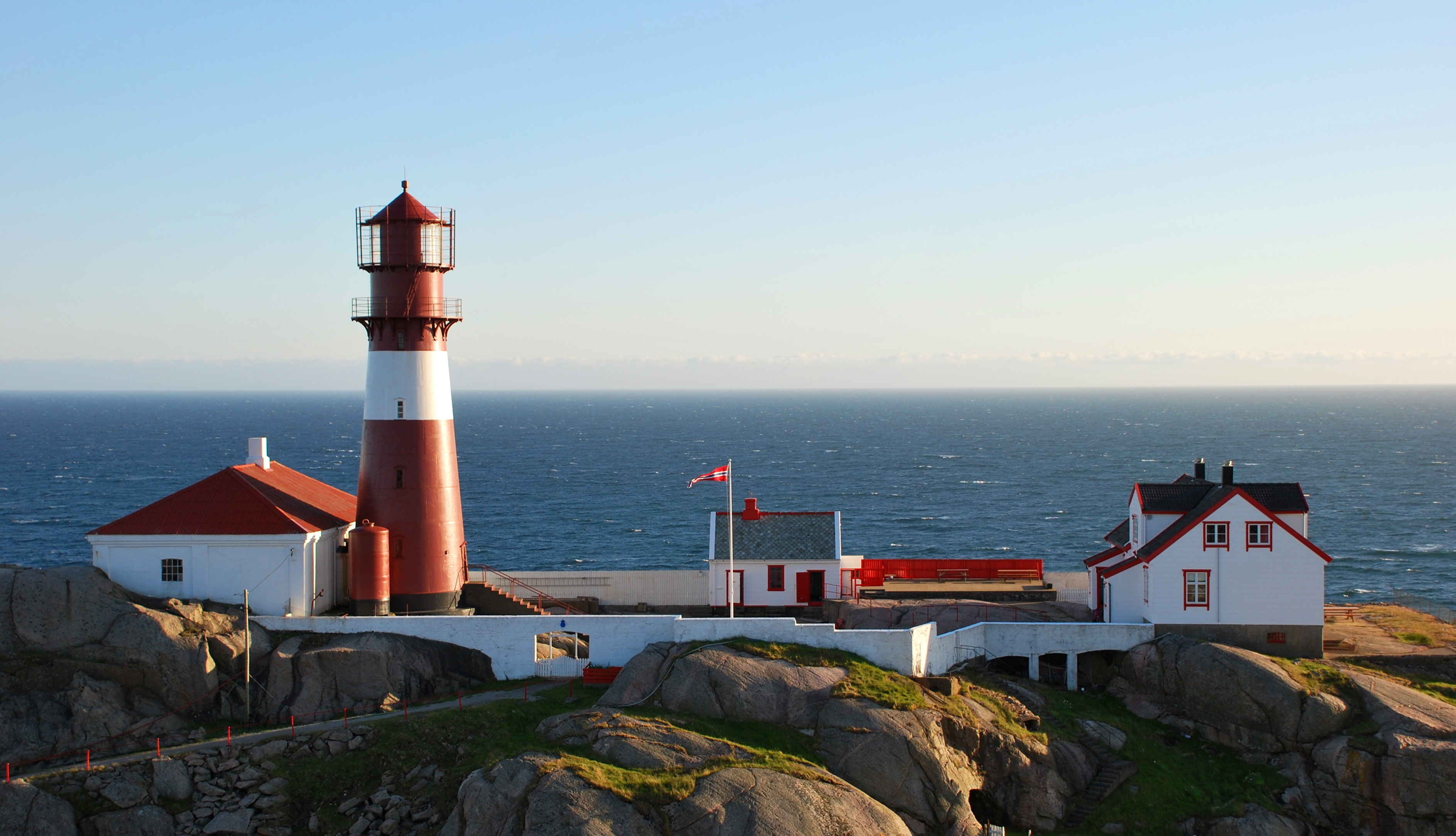
Le phare de Ryvingen